# Divize A 1991/1992
V soubojích 27. ročníku České divize A 1991/92 se utkalo 16 týmů dvoukolovým systémem podzim - jaro. Tento ročník začal v srpnu 1991 a skončil v červnu 1992.

## Nové týmy v sezoně 1991/92
Z 3. ligy – sk. A 1990/91 sestoupila do Divize A mužstva TJ Sokol Svéradice a TJ Montáže Praha. Z krajských přeborů ročníku 1990/91 postoupila vítězná mužstva TJ Tatran Prachatice z Jihočeského krajského přeboru a . Také sem byla přeřazena mužstva TJ KŽ Králův Dvůr a TJ Rudná z Divize B. Sestoupivší SKP Union Cheb "B" nahradil o mužstvo TJ Lokommotiva Cheb.

## Kluby podle přeborů
- Jihočeský (7): SK Dynamo České Budějovice "B", VTJ Písek, TJ Slavoj Český Krumlov, TJ ZVVZ Milevsko, TJ Tatran Prachatice, TJ Spartak Písek, TJ Sokol Olešník.
- Západočeský (6): SK Plzeň, TJ Přeštice, TJ Škoda Plzeň "B", TJ Sokol Svéradice, TJ UD Tachov, TJ Lokomotiva Cheb.
- Středočeský (2): TJ KŽ Králův Dvůr, TJ Rudná.
- Pražský (1): TJ Montáže Praha.

## Výsledná tabulka
| Poř. | Tým                            | Z  | V  | R  | P  | VG | OG | B  |
| ---- | ------------------------------ | -- | -- | -- | -- | -- | -- | -- |
| 1.   | SK Dynamo České Budějovice "B" | 30 | 18 | 5  | 7  | 67 | 28 | 41 |
| 2.   | SK Plzeň                       | 30 | 14 | 9  | 7  | 49 | 38 | 37 |
| 3.   | TJ Montáže Praha               | 30 | 13 | 10 | 7  | 39 | 32 | 36 |
| 4.   | VTJ Písek                      | 30 | 12 | 10 | 8  | 43 | 35 | 34 |
| 5.   | TJ Přeštice                    | 30 | 15 | 4  | 11 | 44 | 37 | 34 |
| 6.   | TJ KŽ Králův Dvůr              | 30 | 14 | 6  | 10 | 51 | 46 | 34 |
| 7.   | TJ Škoda Plzeň "B"             | 30 | 12 | 9  | 9  | 44 | 32 | 33 |
| 8.   | TJ Sokol Svéradice             | 30 | 11 | 7  | 12 | 49 | 46 | 29 |
| 9.   | TJ Rudná                       | 30 | 11 | 7  | 12 | 39 | 39 | 29 |
| 10.  | TJ Slavoj Český Krumlov        | 30 | 10 | 8  | 12 | 32 | 38 | 28 |
| 11.  | TJ UD Tachov                   | 30 | 8  | 11 | 11 | 46 | 50 | 27 |
| 12.  | TJ Lokomotiva Cheb             | 30 | 10 | 7  | 13 | 42 | 48 | 27 |
| 13.  | TJ ZVVZ Milevsko               | 30 | 10 | 7  | 13 | 36 | 55 | 27 |
| 14.  | TJ Tatran Prachatice           | 30 | 10 | 6  | 14 | 43 | 48 | 26 |
| 15.  | TJ Spartak Písek               | 30 | 6  | 11 | 13 | 32 | 47 | 23 |
| 16.  | TJ Sokol Olešník               | 30 | 4  | 6  | 20 | 18 | 53 | 21 |

Poznámky:
- Z = Odehrané zápasy; V = Vítězství; R = Remízy; P = Prohry; VG = Vstřelené góly; OG = Obdržené góly; B = Body
- O pořadí klubů se stejným počtem bodů rozhodly vzájemné zápasy.

|  | Postup do ČFL 1992/93                           |
|  | Sestup do příslušného krajského přeboru 1992/93 |